# Peuples indigènes de Bolivie

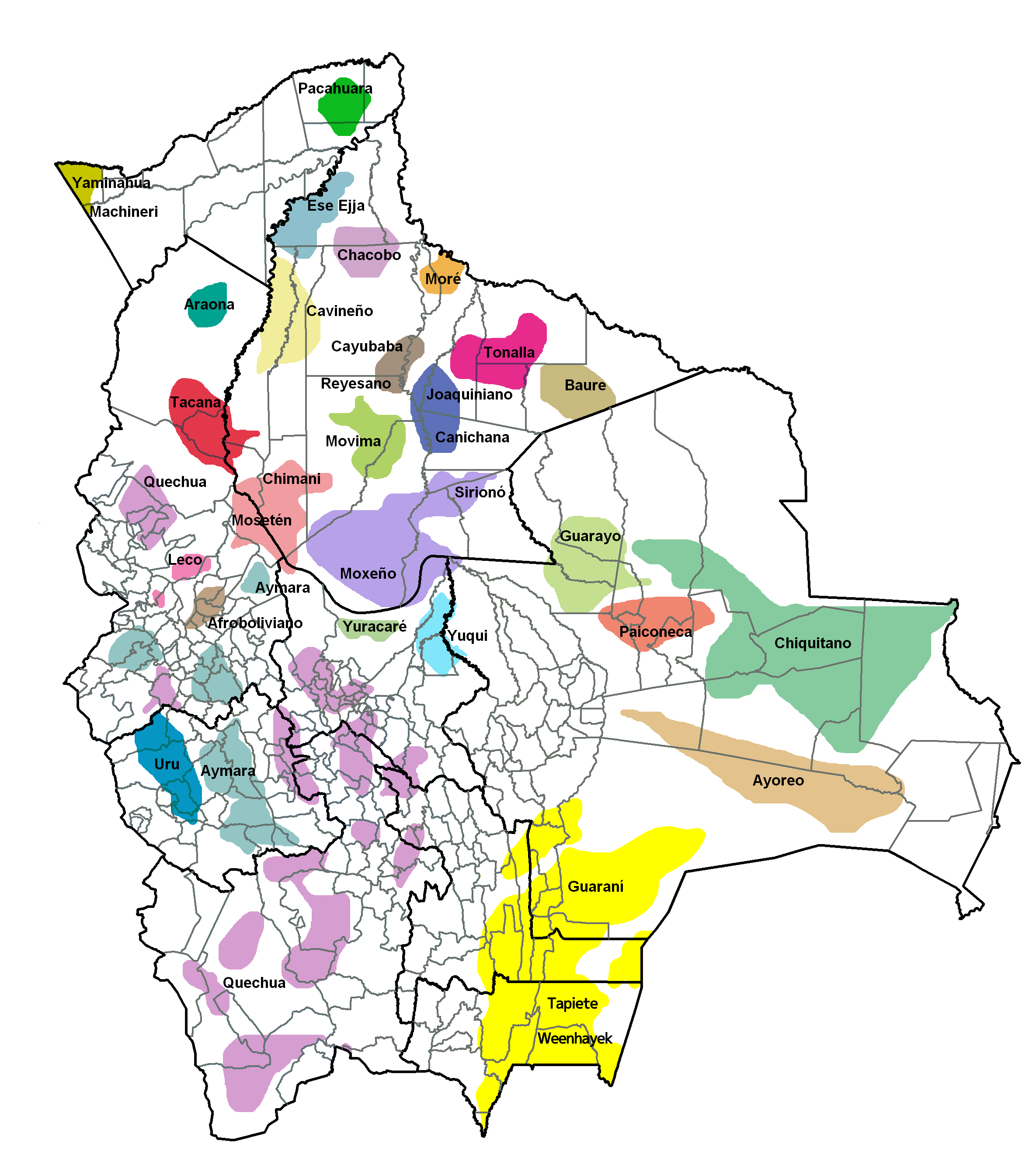
Carte des peuples originaires de Bolivie en 2006.

Les peuples indigènes de Bolivie sont les populations d'origine amérindienne, descendant des habitants présents avant la conquête du pays par l'Espagne au XVIe siècle. Ces populations sont divisées en 34 nations réparties dans les trois grandes régions géographiques de Bolivie : l'Amazonie, le Gran Chaco et les Andes.

## Au regard de la loi du régime électoral
La loi électorale bolivienne reconnaît 34 nations et peuples indigènes originaires ruraux (en espagnol : naciones y pueblos indígena originario campesinos (NPIOC)) qui constituent des peuples minoritaires. L'article 57, paragraphe II de la Loi du régime électoral n° 026 du 30 juin 2010, prévoit que les NPIOC du pays sont :
| Region                                             | Peuple                                                             | Langue (langue maternelle de) | Population, recensement 2012 (départements principaux) |
| -------------------------------------------------- | ------------------------------------------------------------------ | --- | ------------------------------------------------------ |
| Amazonie                                           |                                                                    | |                                                        |
| Araona                                             | Araona (*) (711)                                                   | 228 (98 dans le Santa Cruz) |                                                        |
| Ayoreo                                             | Ayoreo ou zamuco (*) (504)                                         | 2189 (1944 dans le Santa Cruz) |                                                        |
| Baure                                              | Baure (*) (58)                                                     | 3328 (2767 dans le Beni) |                                                        |
| Canichana                                          | Canichana (*) (1253)                                               | 899 (784 dans le Beni) |                                                        |
| Cavineño                                           | Cavineña (*) (1173)                                                | 3884 (2649 dans le Beni) |                                                        |
| Cayubaba                                           | Cayubaba (*) (1246)                                                | 2203 (2063 dans le Beni) |                                                        |
| Chácobo                                            | Chácobo (*) (1028)                                                 | 1532 (1355 dans le Beni) |                                                        |
| Chimán (Chimani, t'simán ou tsimane)               | Chimán ou chimane (*) (10 968)                                     | 16 958 (14 289 dans le Beni) |                                                        |
| Chiquitanos                                        | Chiquitano ou bésiro (*) (6709) Paunaka (†)                        | Chiquitano : 145 653 (142 822 dans le Santa Cruz) Bésiro : 243 (223 dans le Santa Cruz)                                                                                              |                                                        |
| Ese'ejja                                           | Ese'ejja ou ese eja (*) (2782)                                     | 1687 (1 122 dans le Pando) |                                                        |
| Guarasugwes (es)                                   | Pauserna ou guarasu'we (*) (383)                                   | 125 (90 dans le Beni) |                                                        |
| Guarayo (Guaranis)                                 | Guarayo (ou Guarayu) (*) (8885)                                    | 23 910 (22 888 dans le Santa Cruz) |                                                        |
| Itonama                                            | Itonama (ou machoto, saramo) (*) (1249)                            | 16 158 (7158 dans le Beni) |                                                        |
| Joaquiniano                                        | Joaquiniano (†)                                                    | 4223 (3797 dans le Beni) |                                                        |
| Leco                                               | Leco (*) (189)                                                     | 13 527 (12 924 dans le La Paz) |                                                        |
| Machineri                                          | Machineri (*) (108)                                                | 52 (37 dans le Pando) |                                                        |
| Maropa (ou reyesano)                               | Maropa o reyesano (*) (57)                                         | Maropas: 4505 (4233 en Beni) Reyesanos: 252 (192 dans le Beni) |                                                        |
| Moré                                               | Itene ou moré (*) (5)                                              | 255 (211 dans le Beni) |                                                        |
| Mosetén                                            | Mosetén (*) (1059)                                                 | 3516 (3116 dans le La Paz) |                                                        |
| Movima                                             | Movima ou movina (*) (675)                                         | 18 879 (16 102 dans le Beni) |                                                        |
| Mojeño                                             | Mojeño ignaciano (*) (1377) Mojeño trinitario (*) (3129)           | Mojeños : 42 093 (31 681 dans le Beni) Ignacianos : 1007 (919 dans le Beni) Javerianos : 40 (39 dans le Beni) Loretanos: 93 (91 dans le Beni) Trinitarios : 7073 (5846 dans le Beni) |                                                        |
| Pacahuara                                          | Pacahuara o pacawara (*) (6)                                       | 227 (91 dans le Pando) |                                                        |
| Sirionó                                            | Sirionó (*) (99)                                                   | 782 (574 dans le Beni) |                                                        |
| Tacana                                             | Tacana (*) (559)                                                   | 18 535 (6788 dans le La Paz, 6025 dans le Pando) |                                                        |
| Yaminahua (ou yaminagua)                           | Yaminahua (*) (150)                                                | 259 (243 dans le Pando) |                                                        |
| Yuki (ou yuqui)                                    | Yuki (*) (184)                                                     | 342 (280 dans le Cochabamba) |                                                        |
| Yuracaré                                           | Yuracaré (*) (1614)                                                | 6042 (3794 dans le Cochabamba) |                                                        |
| Yuracaré-mojeño (peuple mixte)                     | Yuracaré (*) Mojeño trinitario (*)                                 | 733 (265 dans le Beni, 256 dans le Santa Cruz) |                                                        |
| Gran Chaco                                         |                                                                    | |                                                        |
| Guaraní (es) ou chiriguano (ava, simba et isoceño) | Guaraní oriental boliviano (ou Chiriguano) (*) (51 991) Chané (†)  | Guaranís : 96 842 (71 101 dans le Santa Cruz) Chiriguanos : 327 (263 dans le Santa Cruz)                                                                                             |                                                        |
| Tapiete (es)                                       | Tapiete (*) (56)                                                   | 144 (117 dans le Tarija) |                                                        |
| Weenhayek                                          | Mataco noctén (es) ou weenhayek (*) (4551)                         | Weenhayek : 5315 (5118 dans le Tarija) Matacos : 51 (31 dans le Santa Cruz) |                                                        |
| Andes                                              |                                                                    | |                                                        |
| Chipaya (ou uro-chipaya)                           | Chipaya ou uro-chipaya (*) (1526) Uruquilla (es) ou uchumataqu (†) | 1988 (1834 dans le Oruro) |                                                        |
| Kallawaya                                          | Machajuyai-kallawaya (*) (858)                                     | 11 662 (11 548 dans le La Paz) |                                                        |
| Murato (ou uro-murato)                             | Murato ou chholo (†)                                               | Uro-muratos : 207 (162 dans le Oruro) Uro-iruitos : 2 (dans le La Paz) Uros : 1353 (648 dans le Oruro)                                                                               |                                                        |

La loi du régime électoral inclus également comme NPIOC, minoritaires, les Afro-Boliviens (23 330 lors du recensement de 2012). Les NPIOC sont majoritairement :
| Région  | Peuple                                                        | Langue                                                                                 | Population, recensement 2012 |
| ------- | ------------------------------------------------------------- | -------------------------------------------------------------------------------------- | ---------------------------- |
| Andes   |                                                               |                                                                                        |                              |
| Aimara  | Aimara (*) (998 314)                                          | Aimaras : 1 598 807 (1 294 287 dans le La Paz) Qollas : 4944 (3708 dans le Santa Cruz) |                              |
| Quechua | Quechua boliviano (es) (*) (1 613 210) Puquina (es) (*) (104) | Quechuas : 1 837 105 (460 959 dans le Potosí) Puquinas: 751 (735 dans le La Paz)       |                              |

Divers droits sont reconnus aux peuples indigènes dans la constitution bolivienne, précisément au chapitre 4 intitulé Derechos de las Naciones y Pueblos Indígena Originario Campesinos (articles 30 à 32). L'article 4 énumère les langues officielles de Bolivie (le castillan et 36 langues indigènes) :
« Son idiomas oficiales del Estado el castellano y todos los idiomas de las naciones y pueblos indígena originario campesinos, que son el aymara, araona, baure, bésiro, canichana, cavineño, cayubaba, chácobo, chimán, ese ejja, guaraní, guarasu’we, guarayu, itonama, leco, machajuyai-kallawaya, machineri, maropa, mojeño-trinitario, mojeño-ignaciano, moré, mosetén, movima, pacawara, puquina, quechua, sirionó, tacana, tapiete, toromona, uru-chipaya, weenhayek, yaminawa, yuki, yuracaré y zamuco. »
Symboles dans les tableaux :
- (†) Langues mortes, avec des semi-locuteurs ou au bord de l'extinction.
- (*) Langues officielles de Bolivie, selon sa constitution.

## Racisme
Le racisme perdure en Bolivie où la minorité la plus riche est principalement d'origine européenne.[réf. nécessaire].